# Tecate Grand Prix of Monterrey 2006
Tecate Grand Prix of Monterrey 2006 var den tredje deltävlingen i Champ Car 2006. Racet kördes den 21 maj på Fundiora Park i Monterrey, Mexiko. Sébastien Bourdais fortsatte med sin framfart i säsongsinledningen. Pole position, snabbaste varv och vinst utökade hans ledning till 25 poäng efter bara tre omgångar. Det motsvarade en hel tävling utan målgång. Justin Wilson slutade tvåa, medan A.J. Allmendinger blev trea.

## Slutresultat
| Plats | Förare             | Team                | Grid | Kvaltid  |
| ----- | ------------------ | ------------------- | ---- | -------- |
| 1     | Sébastien Bourdais | Newman/Haas Racing  | 1    | 1.13,253 |
| 2     | Justin Wilson      | RuSPORT             | 2    | 1.13,532 |
| 3     | A.J. Allmendinger  | RuSPORT             | 3    | 1.13,796 |
| 4     | Paul Tracy         | Forsythe Racing     | 5    | 1.14,009 |
| 5     | Alex Tagliani      | Team Australia      | 6    | 1.14,534 |
| 6     | Mario Domínguez    | Forsythe Racing     | 8    | 1.14,692 |
| 7     | Andrew Ranger      | Conquest Racing     | 13   | 1.15,410 |
| 8     | Oriol Servià       | PKV Racing          | 7    | 1.14,553 |
| 9     | Cristiano da Matta | Dale Coyne Racing   | 12   | 1.15,253 |
| 10    | Bruno Junqueira    | Newman/Haas Racing  | 4    | 1.13,911 |
| 11    | Will Power         | Team Australia      | 9    | 1.14,884 |
| 12    | Charles Zwolsman   | Conquest Racing     | 10   | 1.15,162 |
| 13    | Dan Clarke         | HVM Racing          | 14   | 1.15,484 |
| 14    | Katherine Legge    | Dale Coyne Racing   | 17   | 1.16,351 |
| 15    | Nicky Pastorelli   | Rocketsports Racing | 16   | 1.16,285 |
| 16    | Jan Heylen         | Dale Coyne Racing   | 11   | 1.15,220 |
| 17    | Nelson Philippe    | HVM Racing          | 15   | 1.15,540 |